# Maj 2019

## 31 maja
- 13 osób zginęło w strzelaninie w urzędzie miejskim w Virginia Beach[1].

## 29 maja
- Egils Levits został wybrany przez Sejm na urząd prezydenta Łotwy, uzyskując poparcie głównie posłów z ugrupowań współtworzących rząd Artursa Krišjānisa Kariņša[2].
- Binjaminowi Netanjahu nie udało się sformować nowego rządu Izraela. W związku z tym Kneset przegłosował większością 74:25 samorozwiązanie. Nowe wybory parlamentarne zaplanowano na 17 września[3][4].

## 28 maja
- W II turze wyborów prezydenckich na Litwie zwyciężył Gitanas Nausėda, zdobywając poparcie 65,9% wyborców[5].

## 26 maja
- Wybory do Parlamentu Europejskiego w Polsce[6].
- W finale rozgrywanych na Słowacji mistrzostwach świata w hokeju na lodzie Finowie pokonali Kanadyjczyków 3:1[7].

## 24 maja
- Co najmniej 17 osób (głównie uczniowie) zginęło w pożarze, który wybuchł w czteropiętrowym budynku w mieście Surat na zachodzie Indii[8].

## 23 maja
- W zakładzie karnym w Acarígua, na zachodzie Wenezueli wybuchł bunt, a w starciach ze strażnikami i żołnierzami zginęło co najmniej 29 więźniów[9].

## 22 maja
- Demonstracje przeciwko reelekcji prezydenta Indonezji Joko Widodo przerodziły się w Dżakarcie w zamieszki, w których zginęło co najmniej osiem osób, a ponad 700 zostało rannych[10].

## 21 maja
- Odsłonięto Pomnik Feliksa Stamma w Warszawie[11].

## 19 maja
- 3 strażników i 29 więźniów zginęło w buncie, który wybuchł w kolonii karnej o zaostrzonym rygorze w Wahdat koło Duszanbe, stolicy Tadżykistanu[12].

## 18 maja
- Finał 64. Konkursu Piosenki Eurowizji wygrał reprezentant Holandii, Duncan Laurence z utworem „Arcade”[13].

## 17 maja
- Parlament Tajwanu przyjął ustawę wprowadzającą małżeństwo osób tej samej płci. Tajwan jest pierwszym państwem w Azji z równością małżeńską. Ustawa wejdzie w życie 24 maja[14].

## 13 maja
- W Carmel Valley Village zmarła Doris Day, amerykańska aktorka, piosenkarka i działaczka społeczna[15].
- Zmarła Ewa Najwer, polska pisarka[16].
- W nocy z 13 na 14 maja zasłonięty został pomnik Jana Pawła II i księdza Eugeniusza Makulskiego w Licheniu. Decyzję o zasłonięciu pomnika podjęło Zgromadzenie Księży Marianów Niepokalanego Poczęcia Najświętszej Maryi Panny w związku z kontrowersjami dotyczącymi postaci ks. Eugeniusza Makulskiego[17][18][19].

## 12 maja
- I tura wyborów prezydenckich na Litwie.

## 11 maja
- Za pośrednictwem serwisu YouTube premierę miał film dokumentalny Tylko nie mów nikomu w reż. Tomasza Sekielskiego[20].

## 7 maja
- Co najmniej 7 osób zginęło, a 17 zostało rannych w strzelaninie, do której doszło w więzieniu Pavon w Gwatemali. Osadzeni na kilka godzin przejęli kontrolę nad więzieniem[21].

## 5 maja
- Katastrofa lotu Aerofłot 1492 na lotnisku Szeremietiewo, w której zginęło 41 osób[22].